# Pseudaptinus lecontei
Pseudaptinus lecontei är en skalbaggsart som beskrevs av Pierre François Marie Auguste Dejean. Pseudaptinus lecontei ingår i släktet Pseudaptinus och familjen jordlöpare. Inga underarter finns listade i Catalogue of Life.